# Brassac (Ariège)
Brassac è un comune francese di 704 abitanti situato nel dipartimento dell'Ariège nella regione dell'Occitania.

## Società

### Evoluzione demografica
Abitanti censiti